# Держава Лічхавів
Держава Лічхавів (бл. 400–750 роки) — держава в долині Катманду, що існувала в ранньому Середньовіччі. Деякий час перебувала у сфері впливу імперії Гуптів. Потім боролася за владу в Північній Індії. 641 року визнає зверхність Тибетської імперії. Підкорена імперією Пала.

## Історія
Тривалий  час лічхави після втрати незалежності у 400 році до н.е. перебували у складі різних імперії. 
В середині I ст. н.е. починається їх рух на північ, де підкорюються землі сучасного південного Непалу. З археологічних досліджень відомо, що вже у 280-х роках існувало  князівство лічхавів з резиденцію  в Манагріхі (біля сучасного селища Малігаон, неподалік Катманду).
Вважається, що Гопали — гілка клану лічхавів, втративши своє політичне становище у західній Маґадгі в сучасному Біхарі (ймовірно через дії Чандрагупти II або утиски буддистів, до яких належала ця гілка лічхавів) близько 400 року на чолі із Вішвадевою вдерлася до долини Катманду, перемігши останнього Гасті, могутнього раджу племені кіратів. Найранішим відомим письмовим записом про державу є напис Манадеви I, що датується 464 роком. У ньому згадуються три попередні правителі.
Період володарювання Лічхавів характеризується середньовічними істориками як золотий вік культурного піднесення та соціальної гармонії. Разом з тим було впроваджено кастову систему, якої не мали кірати. Ймовірно традиції Маґадгі було перенесено до нової держави. Також перебуваючи під захистом імперії Гуптів, номінальну зверхність якої визнавали Лічхави, держава могла мирно розвиватися. Махараджахіраджа Самудрагупта вперше в індійській епіграфіці згадує Непал в своїй Аллахабадському написі серед залежних держав.
Ситуація змінилася із занепадом імперії Гуптів в 1-й половині VI ст. Починаються війни за владу на півночі Індостану з державами Камарупа, пізніх Гуптів і Маукхарі. Про її перебіг обмежені відомості. Зблизько 600 року починається протистояння магараджи Шивадеви I з тибетським ценпо Сронцангамбо. Магараджа Аншуварман (з  раджпутського клану Тхакурі), що на деякий час замінив династію Лічхавів, встановив союзні відносини з магараджахіраджею Харшею та тибетським ценпо Сронцангамбо, який отрима за дружину доньку Аншувармана в обмін на прийняття буддизму та зобов'язання поширювати його в Тибеті.
Після 621 року внаслідок боротьби за владу відбувається послаблення Лічхавів, чим скористався Сронцангамбо, який встановив свою зверхність над цією державю. В наступні роки Держава Лічхавів стала важливою військовою базою для кампаній тибетських ценпо в північносхідній Індії. 723 року магараджа Гунакамадева заснував нову столицю Катманду, поєднавши селища Коліграма й Дакшинаколіграма, через які
проходив важливий торгівельний шлях.
Припускають, що у 730-х роках сюди вдерся кашмірський самраат Лалітадітья Муктапіда, але не зміг міцно закріпитися. В подальшому держава Ліхчавів стала місцем протистояння Кашміру і Тибету, чим скористалася династія Пала, що 750 року встановила тут свою владу, поваливши Шанкарадеву II. Лічхави увійшли до складу імперії Пала, зберігаючи певну автономію. У 770-х роках боролися з династію Каркота на боці Пала. В подальшому залишалося об'єктом для Тибетської імперії. 879 року,скориставшись перемогами  Міхіра Бходжи I з Гуджара-Пратіхарів над імперією Пала, раджпустський клан Тхакурі повалив маграджу Манадеву IV, заснувавши власну династію.

## Територія
Основу становила долина Катману, на сході кордони охоплювали Банепу, на заході доходили до Тістінга, на північному заході до долини річки Ґандакі. Столицею була Яла (мовою неварі) або Юпаграма (санксритом), тепер відоме як місто Патан.

## Устрій
На чолі держави стояв магараджа (в середині використовував також титулу нріп, магараджадхіраджа, бхаттарак иагараджадхіраджа, васпападанудхат), якому допомагав мага'аматія (перший міністр), що керував зокрема військовим та іншими відомствами пурвабхікарана (відповідальне за східні землі), рашчимабхікарана (відповідальне за західні землі), бхаттадхікаран (нагляд за кастами та релігією), вішті (громадські  роботи), на чолі яких стояли міністри (аматія). Громадською безпечою опікувався данданаяк (на кшталт начальника поліції). Військо очолював магабалад'якша. Охороною провінцій замалися гаулміки. Існував дораджчий орган антарасана, до якогом аграджазвертався з важливих внутрішніх та зовнішніх справ.
Саманта (аристократи) мали свої землі (феоди) і загони, але підпорядковувалися магарджи. Сільське населення мешкало в селах (грамах), які об'єднувалися в великігромади (тали), що складали дранги (райони). На місцях в селах керували прадхани (старости) при підтримці панчаліки (місцевої ради з числа кштаріїв і брагманів).
Існувала судова система, що складалася з суддів різної категорії: кутер, мапчок, лінгвал, шуллі. Гоовним суддею був магасарваданда.

### Магараджи[2]
- Вішвадева (400—425)
- Шанкарадева І (425—450)
- Дхармадева (450—464)
- Манадева І (464—505)
- Махідева (505—506)
- Васантадева (506—532)
- Манудева (532—538)
- Ваманадева або Вардхаманадева (538—545)
- Рамадева (545—?)
- Амарадєва (?)
- Ганадева (560—565)
- Баумагупта (567—590)
- Ганґадева (567—573)
- Манадева II (575/576)
- Шивадева І (590—604)
- Амшуварман (605—621)
- Удаядева (621—624)
- Дхрувадева (624—625)
- Бхімарджунадева (631—633)
- Джішнугупта (631—633)
- Вішнугупта (635—641)
- Бхімарджунадева (640—641)
- Нарендрадева (641—694)
- Шивадева ІІ (694—705)
- Гунакамадева (705—?)
- Джаядева (Удаядева) II (713—733)
- Шанкарадева II (?-749)
- Манадева III (749—756)
- невідомі
- Баліраджа (826—?)
- Баладева (847—?)
- Манадева IV (875—879)

## Економіка
Основу становили землеробство, ремісництво і посередницька торгівля. Насамперед вирощували рис, а також інші зернові культури. Земля належала магараджи, представникам династії, аристократії, буддистським храмам (сангха) та брагманам (аграхара). Вигідне розташування на шляхах між Тибетом і Індостаном сприяло торгівлі.
У населення стягувалися податки на землю, також селяни притягалася до громадських робіт (вішті) для уряду.

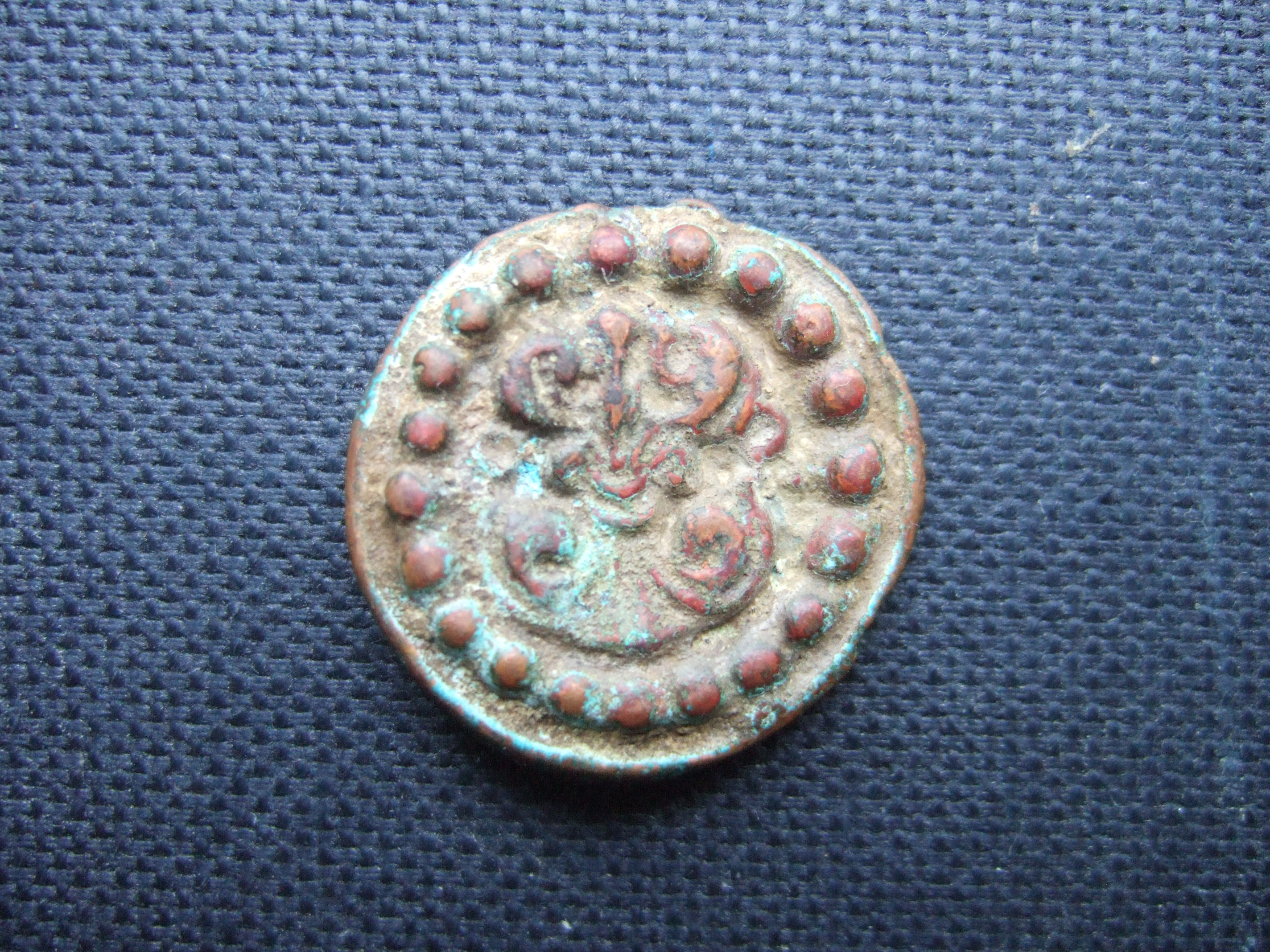
Мідна пана

Карбувалася власна монета за зразком гуптської: 1 пуран дорівнювався 16 коршапанам, 1 коршапан = 16 панів.

## Культура

### Мови
Розмовляли переважно санскритом і практиком палі. Писемність ґрунтувалася на брахмі.

### Релігія
Основу становив буддизм, але також вільно діяли прихильники шиваїзму і вішнуїзму. Магараджи активно будували буддистські храмові комплекси Боднатх і Сваямбунатх. У Деопатані було збудовано храм Шиви, а у Хадігаоні — храм Вішну.